# سید پیر بادشاه
سید پیر بادشاه (بنگالی: সৈয়দ পীর বাদশাহ نویسنده فارسی‌زبان و صوفی قرون وسطی طارف در سیلت بود. پدرش سید شاه نوری فرزند سید موسی از نوادگان سید نصیرالدین بود. بادشاه پس از انتشار کتاب فارسی خود «گنج تراز» به شهرت رسید. او در پوئل هابیلی درگذشت.